# Neologer jüdischer Friedhof (Prešov)

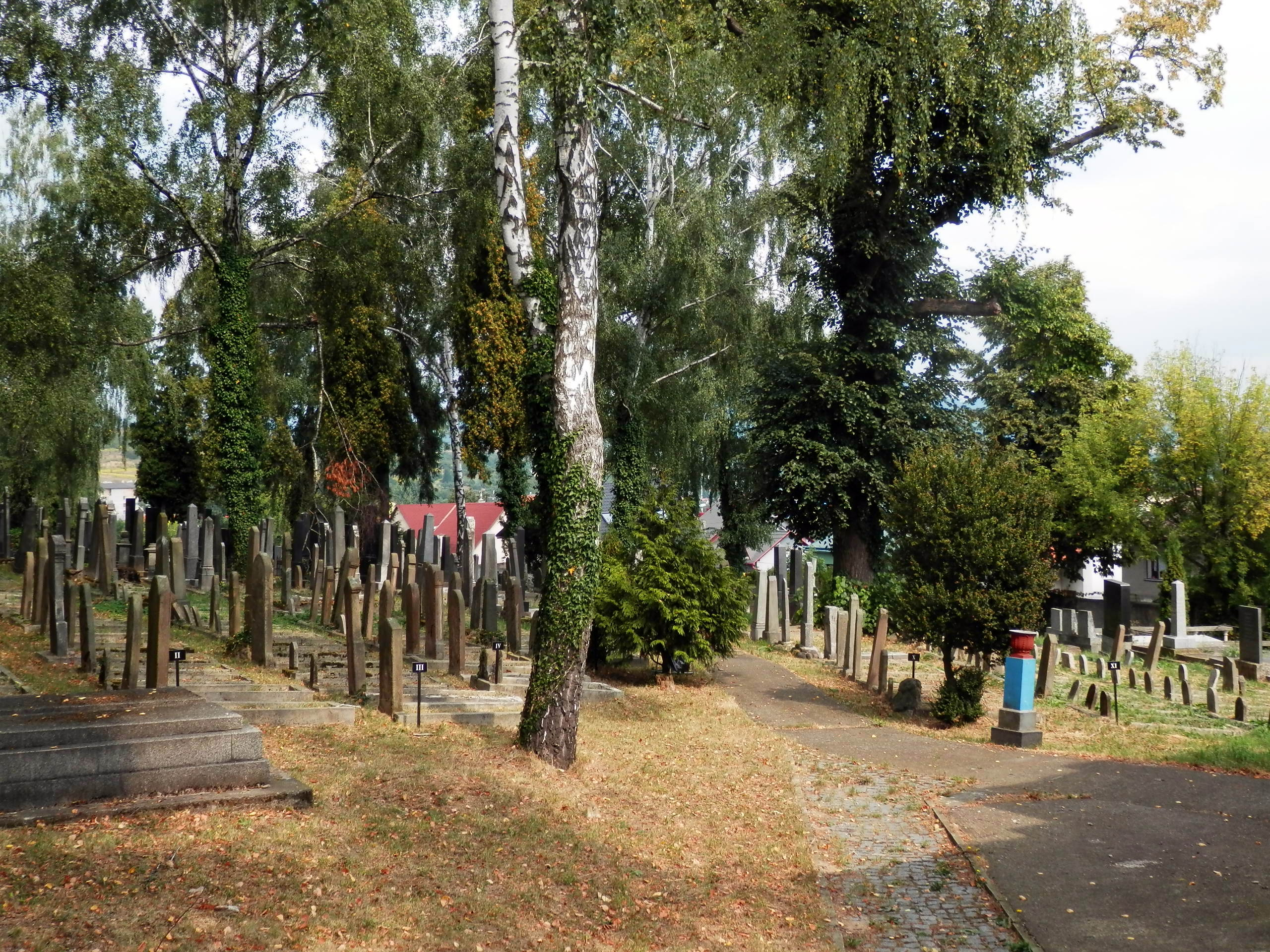
Jüdischer Friedhof in Prešov

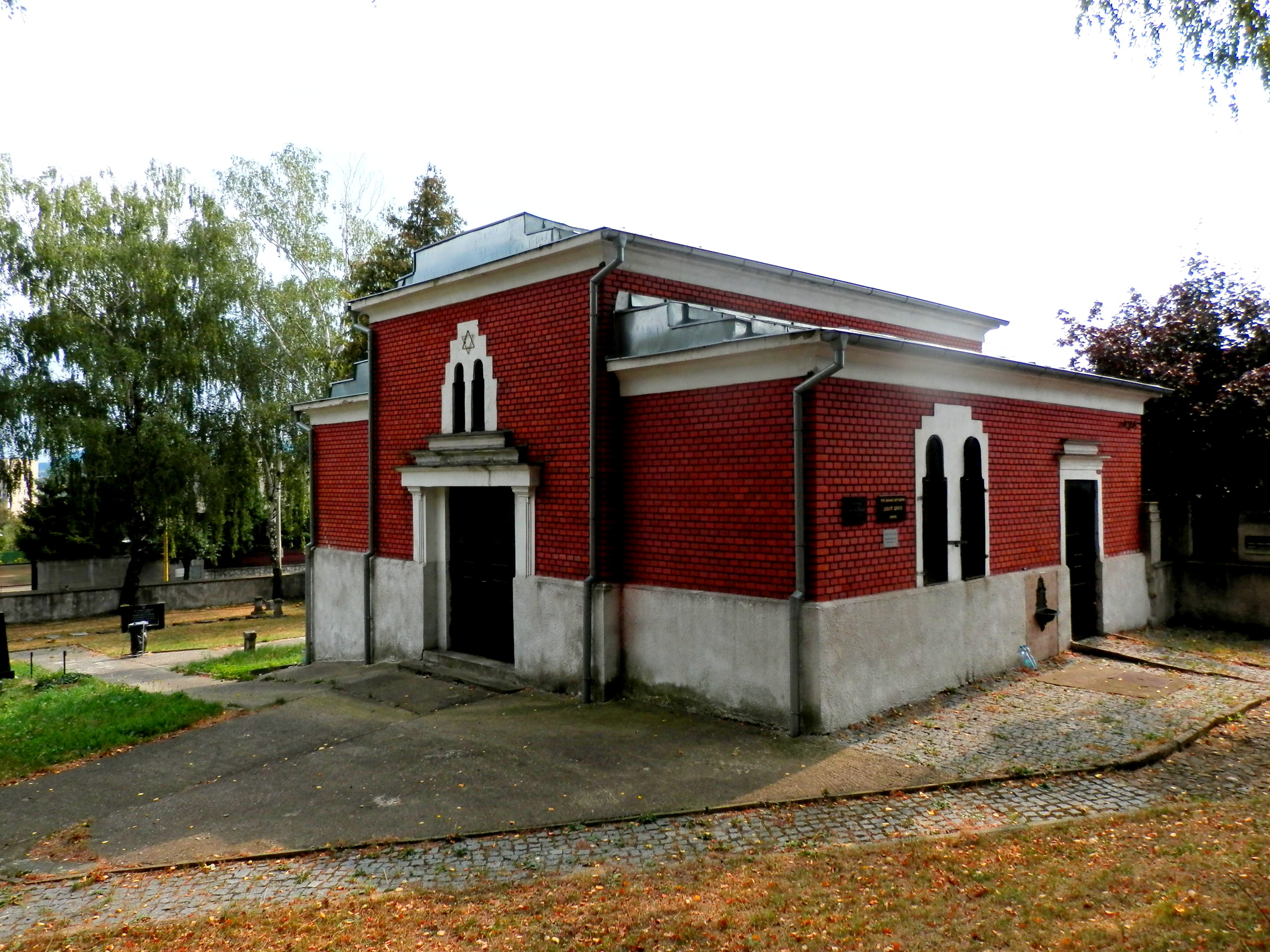
Trauerhalle

Der Neologe jüdische Friedhof in Prešov, einer slowakischen Stadt im Bezirk Prešov, wurde 1876 errichtet.
Der jüdische Friedhof mit der Adresse Kratka ulica 4 ist ein geschütztes Kulturdenkmal und befindet sich neben dem allgemeinen Hauptfriedhof der Stadt. Auf dem Friedhof sind heute noch circa 750 Grabsteine vorhanden. Das Taharahaus wurde 1927 nach Plänen des Architekten Július Groszmann erbaut.